# Joseph Roty II
Le Joseph Roty II est un chalutier naviguant sous pavillon français.
Construit par les chantiers navals de Gdynia en Pologne, il est lancé en 1973.
Ayant d'abord servi comme Terre-neuvas, en 1992, après l'interdiction de la pêche française à la morue au large de Terre-Neuve, il devient un des derniers vestiges des Terre-neuvas,, et est converti à la production de surimi-base, ce qui en fait le seul navire européen étant équipé à cet usage, et pêche désormais le merlan bleu dans les eaux de l'Atlantique Nord-Est. 
En 2004, le navire subit une rénovation pour accroitre ses capacités de production,. Ses dimensions en font un des plus grands chalutier-usines d'Europe et le plus grand chalutier ainsi que bateau de pêche français,,,. L'équipage se caractérise par un grand nombre de travailleurs étrangers notamment des Polonais ou des Portugais,,. 
En 2013, le navire embarque le musicien électronique français Romain De La Haye, de son nom de scène Molécule, qui y compose son album 60° 43' Nord.
En 2018, le Joseph Roty II dérive 3 jours à la suite d'un incident technique. 
Le Joseph Roty II subit la concurrence de plus en plus rude des chalutiers plus modernes et a du composer avec la crise du COVID-19 et les restrictions du Brexit alors que son propriétaire songeait à le remplacer.